# Балестрино
Балестрѝно (на италиански: Balestrino; на лигурски: Bârestìn, Барестин) е село и община в Северна Италия, провинция Савона, регион Лигурия. Разположено е на 371 m надморска височина. Населението на общината е 607 души (към 2011 г.).